# Final da Taça dos Clubes Campeões Europeus de 1971-72
A Final da Taça dos Clubes Campeões Europeus de 1971-72 foi um jogo de futebol realizado no De Kuip, em Roterdã, em 31 de maio de 1972, que viu o Ajax da Holanda derrotar a Inter de Milão da Itália por 2-0. Os dois gols no segundo tempo de Johan Cruyff deram ao Ajax seu segundo títulos na competição. 
Este jogo é muitas vezes dito por ser o maior momento do Futebol Total pois o Ajax dominou o jogo enquanto a Inter de Milão se defendeu desesperadamente.

## Caminho para a final
| Ajax                  | Ajax  | Ajax    | Ajax    | Fase             | Inter de Milão           | Inter de Milão | Inter de Milão | Inter de Milão |
| --------------------- | ----- | ------- | ------- | ---------------- | ------------------------ | -------------- | -------------- | -------------- |
| Oponente              | Total | 1º jogo | 2º jogo |                  | Oponente                 | Total          | 1º jogo        | 2º jogo        |
| Dynamo Dresden        | 2–0   | 2–0 (C) | 0–0 (F) | Primeira fase    | AEK Athens               | 6–4            | 4–1 (C)        | 2–3 (F)        |
| Olympique de Marselha | 6–2   | 2–1 (F) | 4–1 (C) | Segunda fase     | Borussia Mönchengladbach | 4–2            | 4–2 (C)        | 0–0 (F)        |
| Arsenal               | 3–1   | 2–1 (C) | 1–0 (F) | Quartas de final | Standard de Liège        | 2–2 (a)        | 1–0 (C)        | 1–2 (F)        |
| Benfica               | 1–0   | 1–0 (C) | 0–0 (F) | Semifinal        | Celtic                   | 0–0 (5–4 p)    | 0–0 (C)        | 0–0 (F)        |

## O Jogo
| 31 de Maio de 1972 | Ajax            | 2 – 0 | Inter de Milão | Estádio De Kuip, Roterdã               |
|                    | Cruyff 47', 78' |       |                | Público: 61,354 Árbitro: Robert Héliès |

| Ajax | Internazionale |

|               |    |                   |  |
|               |    |                   |  |
| GL            | 1  | Heinz Stuy        |  |
| LE            | 3  | Wim Suurbier      |  |
| ZG            | 13 | Barry Hulshoff    |  |
| ZG            | 12 | Horst Blankenburg |  |
| LD            | 5  | Ruud Krol         |  |
| MC            | 7  | Johan Neeskens    |  |
| MC            | 15 | Arie Haan         |  |
| MC            | 9  | Gerrie Mühren     |  |
| PE            | 8  | Sjaak Swart       |  |
| ATA           | 14 | Johan Cruyff      |  |
| PD            | 11 | Piet Keizer (c)   |  |
| Manager:      |    |                   |  |
| Stefan Kovacs |    |                   |  |

|                     |    |                    |  |     |
|                     |    |                    |  |     |
| GL                  | 1  | Ivano Bordon       |  |     |
| LE                  | 3  | Giacinto Facchetti |  |     |
| ZG                  | 5  | Mario Giubertoni   |  | 12' |
| ZG                  | 6  | Tarcisio Burgnich  |  |     |
| LD                  | 2  | Mauro Bellugi      |  |     |
| VL                  | 8  | Gianfranco Bedin   |  |     |
| VL                  | 4  | Gabriele Oriali    |  |     |
| ME                  | 11 | Mario Frustalupi   |  |     |
| MC                  | 10 | Sandro Mazzola (c) |  |     |
| MD                  | 7  | Jair da Costa      |  | 56' |
| ATA                 | 9  | Roberto Boninsegna |  |     |
| Substitutions:      |    |                    |  |     |
| MC                  | 14 | Mario Bertini      |  | 12' |
| MC                  | 16 | Sergio Pellizzaro  |  | 56' |
| Manager:            |    |                    |  |     |
| Giovanni Invernizzi |    |                    |  |     |